# Vaux-Rouillac
Vaux-Rouillac è un comune francese di 307 abitanti situato nel dipartimento della Charente, nella regione della Nuova Aquitania.

## Società

### Evoluzione demografica
Abitanti censiti